# El Rodeo, San Luis Potosí
El Rodeo är en ort i Mexiko.   Den ligger i kommunen Mexquitic de Carmona och delstaten San Luis Potosí, i den centrala delen av landet, 400 km nordväst om huvudstaden Mexico City. El Rodeo ligger 1 964 meter över havet och antalet invånare är 212.
Terrängen runt El Rodeo är platt åt nordost, men åt sydväst är den kuperad. Terrängen runt El Rodeo sluttar österut. Runt El Rodeo är det tätbefolkat, med 308 invånare per kvadratkilometer. Närmaste större samhälle är San Luis Potosí, 12,3 km sydost om El Rodeo. Omgivningarna runt El Rodeo är i huvudsak ett öppet busklandskap.